# اچ‌دی ۱۸۷۱۲۳
اچ‌دی ۱۸۷۱۲۳ یک ستاره است که در صورت فلکی ماکیان قرار دارد.